# Луций Юний Брут
Луций Юний Брут (на латински: Lucius Iunius Brutus), според легендата, e първият консул или praetor maximus на Римската република след смъкването на последния етруски цар на Рим, Тарквиний Горди. Брут е главен участник в смъкването на царя през 510 пр.н.е. Съществувалото 244 години царско владение е заменено от Римската република (libera res publica).

## Биография
Брут е патриций. Произлиза от плебейския клон Брут на рода Юнии. Син е на Марк Юний Брут и Тарквиния Секунда, дъщеря на Тарквиний Приск и сестра на Тарквиний Горди.
Когато царят убива брата на Брут и други влиятелни граждани, Брут бяга, като се прави на глупав, за да не бъде убит, което му носи името „Brutus“ (лат. глупак). Тарквиний Горди, изплашен, изпраща двамата си сина Арун и Тит при Делфийския оракул, който придружава и Брут.
Когато Лукреция, съпругата на Луций Тарквиний Колатин, е изнасилена от Секст Тарквиний, най-малкият син на царя, кара мъжът си и Брут да се закълнат, че ще отмъстят и се самоубива. Брут вижда възможност да смъкне царя. Трупът на Лукреция е занесен на форума в родния ѝ град Колация. Брут, който се разделя с мнимата си идиотщина, държи пред народа речи против царя и неговите хора. Това води до вземане на решението царят да бъде смъкнат.
Брут става заедно с Луций Тарквиний Колатин първият римски консул (509 пр.н.е.). Той е убит по-късно в двубой от Арунт, син на изгонения цар.
Убийците на Юлий Цезар вземат легендата като пример за постъпката си, особено Марк Юний Брут, който е смятан за директен наследник на основателя на републиката. Но и след това по времето на Октавиан Август Брут е почитан като олицетворение на римските качества, преди всичко от Ливий и Вергилий.

## Деца
- Тит Юний Брут
- Тиберий Юний Брут